# Rudolph Härting
Rudolph Härting, auch Rudolf Härting, (* 20. Mai 1832 in Pegau; † 4. April 1883 in Knauthain) war ein deutscher evangelisch-lutherischer Pfarrer und Autor.

## Leben und Wirken

Kirche Knauthain – letzte Wirkungsstätte von Härting

Nach Schulbesuch an der Landesschule Grimma 1846 und der theologischen Ausbildung an der Universität Leipzig wurde er 1861 Diakonatsvikar in Werdau und 1863 dort Diakon. Im darauffolgenden Jahr wechselte er als Diakon nach Zschopau. 1869 wurde er zum Vicedirektor der evangelischen Mission in Leipzig ernannt. Ab 1872 war er lutherischer Pfarrer in Knauthain.
Unter seiner Oberleitung erschienen die von mehreren lutherischen Pastoren herausgegebenen Blätter für Mission und die speziell von ihm in Verbindung mit G. Jäger, Direktor der Leipziger Kunstakademie, zusammengestellten „Bunten Bilder zu den Blättern für Mission“.
Sein Sohn Johannes Rudolf Härting wurde ebenfalls Pfarrer.

## Publikationen (Auswahl)
- Ein Zeugniß über die Thesen des pädagog. Vereins zu Chemnitz zu einer zeitgemäßen Reform des sächsischen Volksschulwesens. 2. Aufl., Zschopau, 1868.
- Ueberblick der evangelischen Mission für Jedermann. 1870.